# كودينسك
كودينسك (بالروسية: Кодинск) هي إحدى مدن روسيا في الكيان الفدرالي الروسي كراسنويارسك كراي.
يبلغ عدد سكانها 14,830 نسمة (حسب إحصاء عام 2010).